# Arquimbald II de Borbó
Arquimbald II de Borbó, anomenat "el Verd", (c.960/70 - c.1031/33) va ser senyor de Borbó de 990 fins a la seva mort. Era fill d'Arquimbald I, senyor de Borbó, i Rotgardis.
Va ampliar les seves possessions entre l'Alier i el Loira en detriment del comte Landri de Nevers. És en aquest moment quan es troba la primera menció relativa a Moulins-sur-Allier a les fonts. Arquimbald II també s'interessà en el Berry aprofitant la debilitat dels vescomtes de Bourges. Assisteix l'any 1012 a l'establiment del capítol de canonges de Saint-Ursin i el 1031 al sínode organitzat pel seu fill més jove, Aimó de Borbó, que seria proclamat arquebisbe de Bourges. Al voltant de 1024/1025, va fer una donació la capella de Nostre Senyora de La Faye al priorat de Souvigny. Aquest últim, des que Maiol, quart abat de Cluny, va morir allí l'11 de maig de 994 i estava enterrat, s'havia convertit en un lloc de pelegrinatge on rebia personalitats com Hug Capet el 994 i el seu fill Robert el Pietós el 1031.
Arquimbald II es va casar amb una dona anomenada Ermengarda i tingué quatre fills:
- Arquimbald III de Borbó, senyor de Borbó
- Albuí
- Gerard
- Aimó de Borbó, arquebisbe de Bourges